# Calyptrophora spinosa
Calyptrophora spinosa är en korallart som beskrevs av Fedor Aleksandrovich Pasternak 1984. Calyptrophora spinosa ingår i släktet Calyptrophora och familjen Primnoidae. Inga underarter finns listade i Catalogue of Life.